# Pasterczyk (Zabiele)
Pasterczyk (Pastorczyk) – część wsi Zabiele w Polsce położona w województwie podlaskim, w powiecie kolneńskim, w gminie Kolno. 

## Historia
W czasach zaborów w granicach Imperium Rosyjskiego. W latach 1921–1939 ówczesny folwark leżał w województwie białostockim, w powiecie kolneńskim, w gminie Czerwone.
Według Powszechnego Spisu Ludności z 1921 roku zamieszkiwało tu 14 osób w 1 budynku. Miejscowość podlegała pod Sąd Grodzki w Kolnie i Okręgowy w Łomży; właściwy urząd pocztowy mieścił się w Kolnie.
W wyniku napaści ZSRR na Polskę we wrześniu 1939 miejscowość znalazła się pod okupacją sowiecką. 2 listopada została włączona do Białoruskiej SRR. 4 grudnia 1939 włączona do nowo utworzonego obwodu białostockiego. Od czerwca 1941 roku pod okupacją niemiecką. 22 lipca 1941 r. włączona w skład okręgu białostockiego III Rzeszy.
W latach 1975–1998 miejscowość administracyjnie należała do województwa łomżyńskiego.